# 레드불 스트라토스
레드불 스트라토스(Red Bull Stratos)는 펠릭스 바움가르트너의 우주 낙하 프로젝트이다. 2012년 10월 14일, 39km 자유낙하에 성공하였다.

## 같이 보기
- 엑셀시어 프로젝트
- 앨런 유스터스